# Neven Žugaj
Neven Žugaj (Zagabria, 19 aprile 1983) è un lottatore croato, fino al 1991 jugoslavo, specializzato nella lotta greco-romana.

## Biografia
Nato nella capitale croata anche il suo fratello gemello Nenad è un lottatore.

## Palmarès
- Mondiali

Istanbul 2011: bronzo nella lotta greco-romana 74 kg.
Tashkent 2014: argento nella lotta greco-romana 75 kg.
- Europei

Varna 2005: bronzo nella lotta greco-romana 74 kg.
- Giochi del Mediterraneo

Pescara 2009: bronzo nella lotta greco romana 74 kg.
Mersin 2013: argento nella lotta greco romana 74 kg.